# NGC 3872
NGC 3872 ist eine elliptische Galaxie vom Hubble-Typ E5 im Sternbild Löwe an der Ekliptik. Sie ist schätzungsweise 139 Millionen Lichtjahre von der Milchstraße entfernt.
Das Objekt wurde am 8. April 1784 von Wilhelm Herschel entdeckt.